# Portal Tomb von Owning

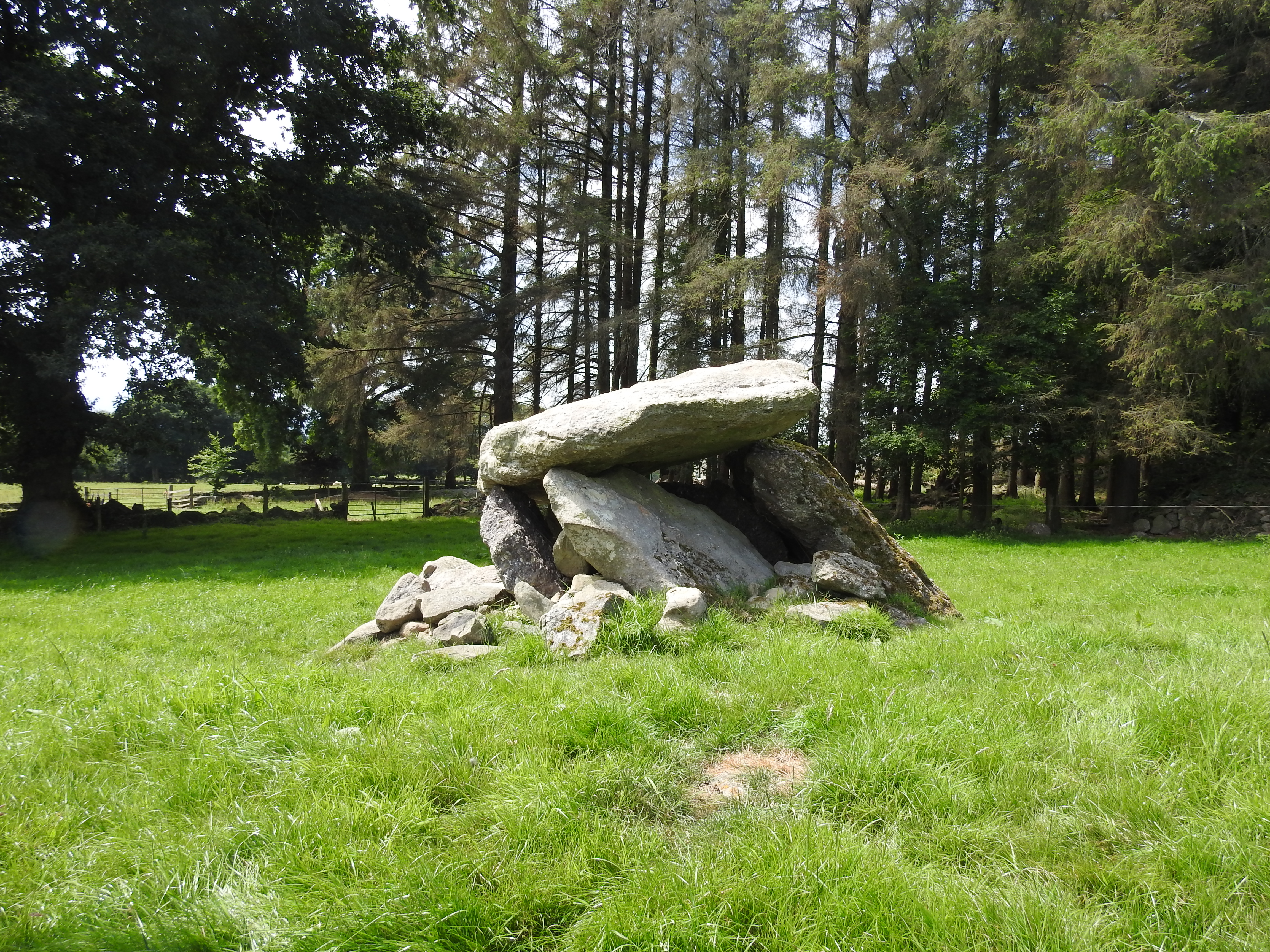
Portal Tomb von Owning

Das verkippte Portal Tomb von Owning (lokal „Druids Altar“ genannt) liegt etwa 50 m westlich des River Pil, südlich dreier Hügel im Townland Owning (irisch Ónainn) bei Piltown im Westen des County Kilkenny in Irland.
Die 1,6 m langen Portalsteine sind nach vorne gefallen und der ovale Deckstein, der etwa 2,0 m × 1,8 m misst, wird von den Seitensteinen und dem Endstein getragen. Ein kleiner Türstein blockiert den Zugang zur nordöstlich ausgerichteten Kammer.